# Time Is Money (film)
Pour les articles homonymes, voir Time Is Money.
Pour plus de détails, voir Fiche technique et Distribution.
Time Is Money est un film français réalisé par Paolo Barzman et sorti en 1994.

## Fiche technique
Sauf indication contraire, les informations mentionnées dans cette section peuvent être confirmées par la base de données cinématographiques IMDb,  présente dans la section « Liens externes ».
- Titre : Time is Money
- Réalisation : Paolo Barzman
- Scénario : Paolo Barzman et Yoyo Barzman
- Photographie : Bernard Lutic - Cadre : Sabine Lancelin
- Décors : Marc Petitjean
- Costumes : Marylin Fitoussi
- Son : Pierre Lorrain
- Musique : Gérard Torikian
- Montage : Véronique Parnet
- Production : Beri Finance - Chorus Films - July Films
- Pays d'origine :  France
- Durée : 94 minutes
- Date de sortie : France - 19 octobre 1994

## Distribution
- Max von Sydow : Joe Kaufman
- Charlotte Rampling : Irina Kaufman
- Martin Landau : Mac
- François Montagut : David Hirsh
- Julie Barzman :
- Bernard Lutic